# Irina Sumnikova
Irina Vladímirovna Sumnikova, Irina Sviridenko de nacimiento, en ruso: Ирина Владимировна Сумникова/Свириденко (nacida el 15 de octubre de 1964 en Minsk, Antigua URSS, actualmente Bielorrusia) es una exjugadora de baloncesto rusa.  Consiguió 7 medallas en competiciones internacionales, cuatro con la Unión Soviética, una con la CEI y las dos restantes con Rusia. 